# Образование в Пятигорске

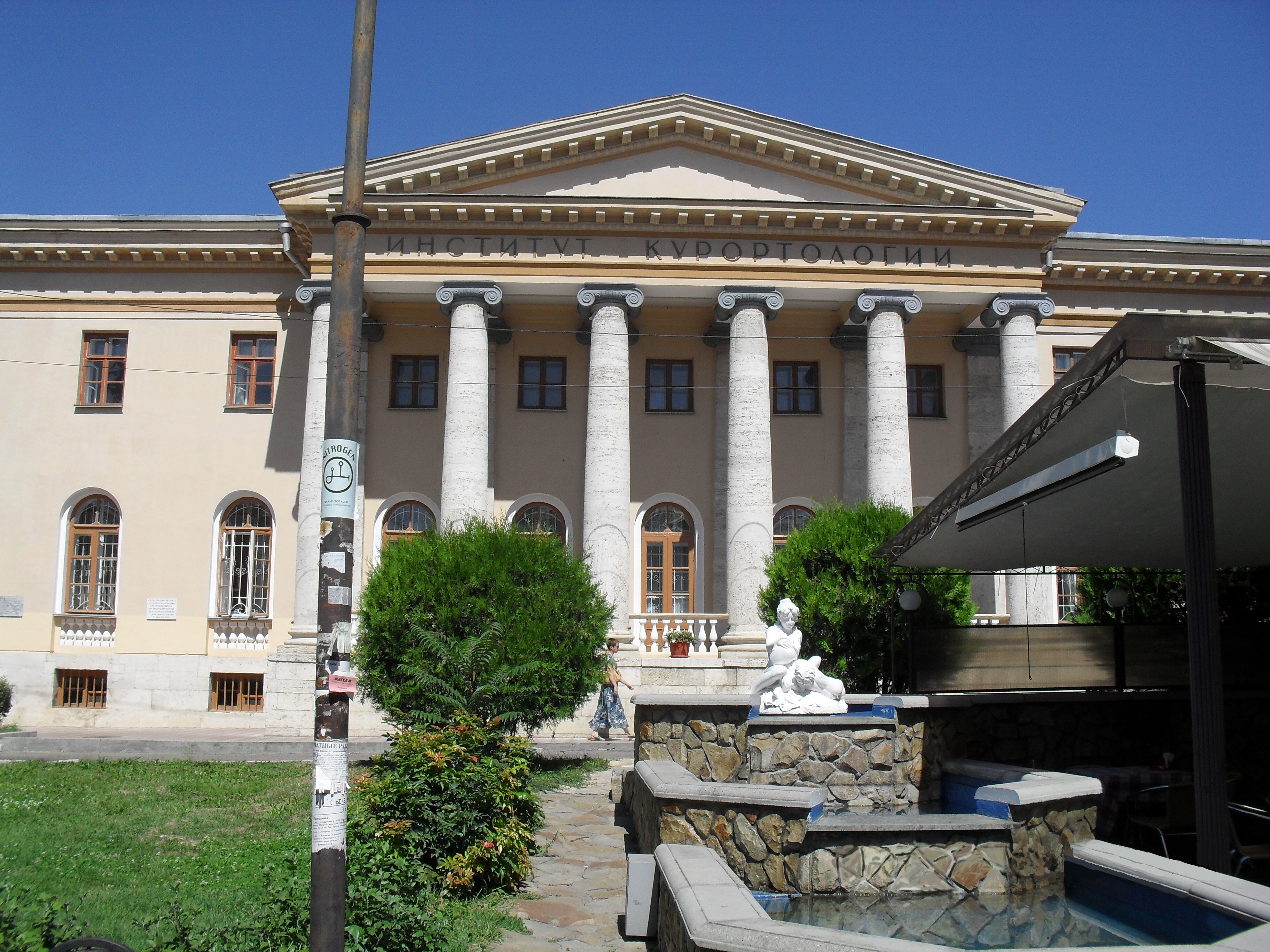
«Пятигорский государственный НИИ курортологии ФМБА России»

Науку и образование в Пятигорске представляют старейший в России Государственный научно-исследовательский институт курортологии, 18 высших учебных заведений, филиалов и представительств других ВУЗов, где обучается около 20 тысяч студентов, несколько средне-специальных учебных заведений, 36 детских садов и 29 средних школ. Дополнительное образование предоставляют межшкольный учебный комбинат, дворец пионеров и школьников, станция юных натуралистов и станция юных техников, две музыкальные школы, художественная школа, 6 спортивных школ.

## История
3/15 октября 1865 года открылась бесплатная женская школа для девиц всех сословий по предложению и под попечительством А. О. Смирновой — супруги директора КМВ. Школа находилась в доме Уманова (ныне — одного из зданий ГБУК СК музея-заповедника М. Ю. Лермонтова).
1/12 января 1866 года пятигорское уездное училище преобразовано в классическую прогимназию с латинским и греческим языками в связи с распространением на учебные заведения Ставропольской губернии принятого нового устава гимназий и прогимназий. Инспектор прогимназии — коллежский секретарь Алексей Карпович Глобенко. Помещалось в частном здании напротив Николаевских ванн на Бульварной улице (в доме генерал-майора Суходольского).
В 1877 году открыто городское одноклассное приходское училище от Владикавказской епархии.
В 1901 году при городском четырёхклассном училище открылся бухгалтерский класс, положивший, вместе с низшей ремесленной школой (1897 год), начало профессиональному образованию в Пятигорске.
В 1910 году открыты двухклассное начальное приходское училище в Новопятигорске, женское училище — в станице Горячеводской, первый детский сад — в доме доктора Барта.
В августе 1945 года открыто специализированное ремесленное училище № 2 (ул. Теплосерная, 52), готовившее механизаторов сельского хозяйства.
Пятигорская фармацевтическая школа. В 1937 году фармацевтическая школа из Ставрополя была переведена в Пятигорск со всем контингентом учащихся, коллективом преподавателей и оборудованием и стала именоваться Пятигорской фельдшерско-акушерской школой. Из состава школы выделились самостоятельные фармацевтические школы: в 1942 году школа частично была эвакуирована. Оккупированные власти пытались наладить занятия в школе, но имущество в школе расхищалось оккупантами и учебный процесс не был организован. В январе 1943 года школа в прежнем составе с зубоврачебным отделением приступила к нормальным занятиям. В 1946 году на базе зубоврачебного отделения создаётся самостоятельная зубоврачебная школа республиканского подчинения. В 1951 году фармацевтическая школа ликвидируется.
В октябре 1944 года открыто ремесленное училище № 2 и школа фабрично-заводского обучения № 7. Учащиеся обеспечивались за счет государства 3-разовым питанием и обмундированием.

## Детские сады
- Детский сад № 1 «Василёк»
- Детский сад № 2 «Кораблик»
- Детский сад № 3 «Ивушка»
- Детский сад № 4 «Солнышко»
- Детский сад № 5 «Колобок»
- Детский сад № 6 «Ягодка». Открыт 15 марта 1961 года[8]
- Детский сад № 7 им. Ю. А. Гагарина
- Детский сад № 8 «Теремок»
- Детский сад № 9 «Ласточка»
- Детский сад № 10 «Хуторок»
- Детский сад № 11 «Берёзка». Победитель конкурса лучших Интернет-сайтов 2012 года[9]
- Детский сад № 14 «Сказка». Открыт в августе 2013 года
- Детский сад № 15 «Казачок»
- Детский сад № 16 «Колокольчик»
- Детский сад № 17 «Золотой ключик». Закрыт 20 апреля 2022 года[10]
- Детский сад № 18 «Улыбка»
- Детский сад № 19 «Малыш»
- Детский сад № 20 «Красная шапочка»
- Детский сад № 23 «Светлячок»
- Детский сад № 24 «Звёздочка». Открылся в сентябре 1964 года[11]
- Детский сад № 26 «Аленький цветочек»
- Детский сад № 29 «Мамонтёнок»
- Детский сад № 30 «Белочка»
- Детский сад № 31 «Заря»
- Детский сад № 32 «Тополёк»
- Детский сад № 34 «Родничок»
- Детский сад № 36 «Красная гвоздика»
- Детский сад № 37 «Алёнушка»
- Детский сад № 38 «Журавушка»
- Детский сад № 39 «Буратино»
- Детский сад № 40 «Дружба»
- Детский сад № 41 «Планета детства»
- Детский сад № 43 «Рябинушка»
- Детский сад № 44 «Саженцы»
- Детский сад № 45 «Радуга»
- Детский сад № 46 «Мишутка»
- Детский сад № 47 «Золотой петушок»
- Детский сад № 48 «Вишенка»
- Детский сад № 50 «Ромашка»
- Детский сад № 51 «Золотой орешек»

## Школы
- Средняя общеобразовательная школа № 1 им. М. Ю. Лермонтова.

2 февраля	1850 года попечителем Кавказского учебного округа открыто уездное училище, в которое было принято 29 учеников.
12 января 1866 года пятигорское уездное училище преобразовано в мужскую прогимназию с преподаванием двух древних языков. Помещалось в частном здании вблизи «Цветника» (доме Суходольского) вплоть до постройки на нынешнем месте в 1905 году нового здания на Александровском плаце и преобразования в классическую гимназию. Строитель-архитектор В. В. Граф, проект архитектора Лукашова. При гимназии была построена и церковь
В связи с частичным разрушением и сожжением здания школы учащиеся начали занятия в апреле 1943 года в восстановленном с помощью родителей здании школы № 7.
- Средняя общеобразовательная школа № 2. Открыта в 1872 году[16] как Карачаевское двухклассное приходское училище для детей православных жителей Карачаевской слободы. В 1906 году для училища на средства слобожан было построено просторное двухэтажное здание. В советское время Карачаевское училище было расширено и преобразовано в школу первой ступени, в 1930-е годы — в семилетнюю школу № 16. Во время оккупации — немецкая казарма, после ВОВ — школа № 2[17]
- Средняя общеобразовательная школа № 3 имени А. С. Пушкина. Основана в 1925 году. В 1936 году было построено величественное четырёхэтажное здание школы. 23 декабря 1941 года на базе школы № 3 (ул. Комсомольская, 74) открыт эвакогоспиталь № 386, емкость 400 коек[6]. Во время оккупации по одним данным здание было взорвано немцами при отступлении, по другим разбомблено советской авиацией, так как в школе находилась немецкая казарма. В 1952 году было построено существующее двухэтажное здание.
- Гимназия № 4
- Средняя общеобразовательная школа № 5 им. А. М. Дубинного. Располагалась в Цветнике (просп. Кирова, 22), затем по адресу просп. Кирова, 55[18]
- Средняя общеобразовательная школа № 6

Вдова генерала Н. И. Евдокимова завещала открыть в своём доме городскую женскую прогимназию, которая будет содержаться на проценты от её завещанного капитала. Городская Дума, в свою очередь, обязалась ежегодно выделять на содержание этого учебного заведения из городского бюджета около двух тысяч рублей. До этого в городе имелось только двухклассное женское училище.
25 сентября (по другим данным 19 декабря) 1895 года 60 учениц начали занятия в четырёх классах новой женской прогимназии имени графини Евдокимовой.
В 1905 году Евдокимовская прогимназия получила статус полной гимназии, была самым престижным заведением для дочерей пятигорчан. При гимназии также существовало «Общество вспомоществования нуждающимся», которое давало нескольким способным, но малоимущим ученицам возможность получить приличное образование.
30.05/12.06 1917 года в женской гимназии открылись общедоступные курсы по политическим вопросам. Учредитель — Союз учителей Пятигорска.
Осенью 1918 года в здании бывшей женской гимназии открылся Народный университет для трудящихся. В связи с этим бывшая ул. Графская была переименована в Университетскую.
После гражданской войны, осенью 1920 г. здесь был открыт пятигорский Пролетарский университет имени К. Маркса, который иногда иронично называли «босоногим университетом».
Позднее, здание было передано под городскую школу (ныне — № 6). В начале 1970-х годов при перепланировке старых кварталов вокруг нового административного центра было решено снести старое здание школы. В сентябре 1975 г. севернее бывшего графского дома открылся новый, современный корпус средней школы № 6. А на месте снесённого особняка Евдокимовых находится пустая асфальтированная площадка, близ которой был помещён памятный знак, кратко рассказывающий об истории старого школьного здания
- Средняя общеобразовательная школа № 7
- Средняя общеобразовательная школа № 8. Здание построено в 1914 году архитектором Андреем Ивановичем Кузнецовым в качестве семейного особняка. После революции 1917 года в здании школа-коммуна для беспризорников. В 1924 году школу-коммуну посетила отдыхавшая на Кавказских Минеральных Водах Н. К. Крупская. В память об этом визите на здании установлена мемориальная доска[22].
- Основная общеобразовательная школа № 10. Открыта в начале 1960-х годов. Вероятно закрыта (из-за аварийного состояния)
- Гимназия № 11. В июле 1897 года при Пятигорском городском училище была учреждена городская низшая ремесленная школа имени потомственного почетного гражданина города Василия Семёновича Иванова, находившаяся в наёмных помещениях. 30 августа 1909 года состоялось торжественное освящение нового здания (арх. С. И. Гущин). С 1923 года здесь работала советская профтехшкола, которая с 1928 года носила название «Калининской школы» фабрично-заводского ученичества. Затем до 1934 года здание занимали одновременно электромеханический и химико-технологический техникумы. С 1934 года здесь находится городская средняя общеобразовательная школа № 11, ставшая с 1998 года гимназией[23].
- Средняя общеобразовательная школа № 12 с углубленным изучением английского языка. Ранее школа № 12 находилась в конце улицы Теплосерной. В мае 1942 года в ней был развёрнут эвакогоспиталь № 4825 ёмкостью до 300 коек[6][24]
- Средняя общеобразовательная школа № 14. Открыта в октябре 1968 года с расчётной заполняемостью 964 места[25]
- Лицей № 15.

В 1915 году из оккупированного немцами латвийского города Митавы (ныне Елгава) было эвакуировано реальное училище. Сначала его разместили в здании городского шестиклассного училища на Ермоловском проспекте (ныне французский факультет лингвистического университета). Позднее городской голова Н. И. Архипов пожертвовал ему свой трёхэтажный особняк, построенный на рубеже веков рядом с домом Пеунова. Училище давало среднее образование, но, в отличие от гимназии, уделяло главное внимание физико-математическим дисциплинам. Многие пятигорчане могли бы получить там добротное техническое образование, но в 1920-м почти все педагоги и учащиеся возвратились на родину.
Дом Архипова горожане ещё долго называли в разговорах «реальное училище», хотя занимала его уже обычная школа. Вначале это была школа I ступени, потом неполная средняя, получившая пятнадцатый номер и действовавшая до середины XX столетия.
- Средняя общеобразовательная школа № 16
- Начальная общеобразовательная школа № 17. Открыта 29 июля 1994 года[28]
- Средняя общеобразовательная школа № 18. Открыта в начале ноября 1957 года[29]
- Средняя общеобразовательная школа № 19
- Лицей № 20
- Основная общеобразовательная школа № 21
- Средняя общеобразовательная школа № 22. Открыта 1 сентября 1988 года[30].
- Средняя общеобразовательная школа № 23
- Средняя общеобразовательная школа № 24
- Средняя общеобразовательная школа № 25
- Средняя общеобразовательная школа № 26
- Средняя общеобразовательная школа № 27
- Средняя общеобразовательная школа № 28
- Средняя общеобразовательная школа № 29 «Гармония»
- Средняя общеобразовательная школа № 30. Открыта 1 сентября 2003 года[30]
- Средняя общеобразовательная школа № 31 со спортивным уклоном
- Специальная (коррекционная) общеобразовательная школа-интернат № 27

## Дополнительное образование
- Межшкольный учебный комбинат
- Центр образования № 9
- Дворец пионеров и школьников. В послевоенные годы Дом пионеров и школьников размещался во флигеле первого здания школы № 15 (ныне на этом месте построен пансионат «Каштан»)[26]. До войны в этом здании располагалось двухклассное женское училище[31]
- Станция юных натуралистов
- Станция юных техников
- Центр военно-патриотического воспитания молодёжи. 8 мая 1997 года был возрождён Пост № 1 у Огня вечной славы. В 2002 году на его базе был создан Центр военно-патриотического воспитания молодёжи[32]
- Центр детского и юношеского туризма и экскурсий им. Р. Р. Лейцингера. Звание присвоено в 2015 году[33].
- Детская музыкальная школа № 1 им. В. И. Сафонова. Открыта 7 января 1912 года как музыкальное училище. Содействие в открытии и организации учебного процесса первой на Северном Кавказе музыкальной школы оказал В. Сафонов[34]. 30 марта 2012 года школе присвоено имя В. И. Сафонова[35]
- Детская музыкальная школа № 2 им. Николая Васильевича Миргородского[36]. Образована в 1966 году[37]
- Детская художественная школа
- Детско-юношеская спортивная школа олимпийского резерва № 1. Открыта 26 декабря 1951 года[22]
- Детско-юношеская спортивная школа олимпийского резерва № 2
- Детско-юношеская спортивная школа № 3
- Детско-юношеская спортивная школа олимпийского резерва № 4
- Детско-юношеская спортивная школа олимпийского резерва № 5
- Детско-юношеская спортивная школа олимпийского резерва по футболу № 6
- Детско-юношеский спортивно-оздоровительный центр «Дельфин»
- Детский оздоровительно-образовательный центр «Дамхурц»
- Детский оздоровительно-образовательный (профильный) центр «Машук»
- Детский дом (смешанный) № 32

## Средне-специальные учебные заведения
- Техникум торговли, технологий и сервиса. Открыт 15 декабря 1931 года как Пятигорский техникум госторговли. В 1995 году техникум советской торговли переименован в торгово-экономический техникум. 17 ноября 2010 года аграрный техникум и профессиональное училище № 51 города Ессентуки присоединены к торгово-экономическому техникуму с реорганизацией в техникум торговли, технологий и сервиса[7].
- Краевое училище дизайна (техникум). Открыто 1 сентября 1993 года. Ранее в этом здании располагалась средняя школа № 9. В ноябре 1941 года в школе был развернут эвакогоспиталь № 3188 (улица Курганная, 7, сейчас — Комарова)[6].
- Медицинский колледж.

Пятигорское медицинское училище датой своего основания считает 20 октября 1914 года, когда в Ставрополе были организованы курсы сестер милосердия, которые должны были готовить кадры для лазаретов действующей армии и госпиталей. На базе этих курсов в 1920-е годы была создана фельдшерско-акушерская школа, которая выпускала фельдшеров, акушерок, фармацевтов, помощников санитарок, врачей и медицинских сестер, а с 1934 года — зубных врачей. В 1937 году школа из Ставрополя была переведена в Пятигорск со всем контингентом учащихся, коллективом преподавателей и оборудованием и стала именоваться Пятигорской фельдшерско-акушерской школой.
По окончании оккупации в январе 1943 года школа в прежнем составе с зубоврачебным отделением приступила к нормальным занятиям. В 1946 году на базе зубоврачебного отделения создается самостоятельная зубоврачебная школа республиканского подчинения. В 1950 году фармацевтическая школа ликвидируется.
В 1954 году фельдшерско-акушерская школа реорганизована в Пятигорское медицинское училище. С июня 1954 года зубоврачебная школа была переименована в Пятигорское республиканское медицинское училище. С 1 сентября 1955 года училища были объединены в Пятигорское медицинское училище. При медучилище с 1955 по 1973 год существовала стоматологическая поликлиника.
По другим данным, на базе Евдокимовской женской гимназии (ныне школа № 6) с 1914 года стали работать курсы по подготовке сестёр милосердия, переведённые из Ставрополя. Первоначально они находились в ведении Общины Красного Креста, а с 1915 года стали государственными. На их основе в 1922 году было создано Пятигорское медицинское училище.
- Медицинский колледж им. Флоренс Найтингейл на КМВ. Открыт 21 апреля 2014 года
- Аграрный техникум. Одно из старейшийших учебных заведений средне-специального образования. Пятигорский сельскохозяйственный техникум был создан в 1939 году на базе ликвидированного зоотехнического института как техникум шелководства. В 1944 году переименован в сельскохозяйственный техникум. В 1946 году вновь переименован в техникум шелководства. В 1948 году вновь переименован в сельскохозяйственный техникум. 7 июля 1993 года реорагнизован в аграрный колледж, а 28 марта 2005 года в аграрный техникум. 17 ноября 2010 года аграрный техникум присоединён к Пятигорскому техникуму торговли, технологий и сервиса[7].

За все время своего существования техникум изменял профили обучения и имел следующие отделения: шелководства, пчеловодства, бухгалтерское, гидромелиоративное, строительное, плодоовощное, с 1987 года — правовое отделение для обеспечения юристами подразделений системы агропрома.
- Пятигорский техникум экономики и инновационных технологий. Открыт 21 апреля 1993 года
- Пятигорский филиал Абрамцевского художественно-промышленного колледжа
- Пятигорский филиал Ростовского автодорожного колледжа
- Пятигорский гуманитарно-экономический колледж
- Северо-Кавказский колледж инновационных технологий
- Техникум информационных технологий. Открыт 15 октября 2000 года
- Колледж пятигорского филиала СКФУ.

31 января 1941 года основано Пятигорское профессионально-техническое училище № 2 (ул. Ермолова, 46). Выпускало квалифицированных рабочих для предприятий промышленности и автомобильного транспорта. Затем стало базовым, занимаясь подготовкой рабочих для завода «Пятигорсксельмаш».
В 1943 году основано ремесленное училище с подготовкой радистов, телефонистов, операторов связи (ул. Московская, 31, бывшая школа № 12). По другим данным открыто в мае 1945 года как спецучилище связи № 13. В 1956 году Пятигорское ремесленное училище № 13 перепрофилировано на подготовку портных по пошиву военной форменной одежды. В 1962 году училище переименовано в городское профессиональное училище № 7 по подготовке рабочих для швейного производства и бытового обслуживания, в 1978 году — СПТУ № 7, в 1992 году — высшее профессиональное училище-лицей № 7, в 1993 году — региональный колледж «Интеграл».
С 1 сентября 2015 года колледж сферы бытовых услуг и политехнический колледж объединены в колледж пятигорского филиала СКФУ.
- Кавминводский энергетический техникум. Открыт в 2015 году
- Дошкольное педучилище. Упоминается в мае 1943 года[6]

## Специализированные центры обучения
- Центры обучения «Ариадна» и «Ступень» — подготовка абитуриентов к поступлению в ВУЗы.
- Автошкола «Профи»

## Высшие учебные заведения
Город имеет 18 высших учебных заведений, филиалов и представительств других ВУЗов и считается поистине городом студентов, где обучается около 20 тысяч студентов.
- Пятигорский государственный университет (просп. Калинина, 9)

Французский факультет. Изначально в здании было городское мужское трехклассное училище (просп. Кирова, 63)
- Пятигорский филиал Северо-Кавказского федерального университета[40] (просп. 40 лет Октября, 56)
- Кавминводский институт сервиса (филиал Южно-Российского государственного университета экономики и сервиса) (бульв. Гагарина, 1, корп. 1)
- Пятигорский институт курортной рекреации и гостеприимства (филиал Российской международной академии туризма) (ул. Малыгина, 5)
- Волгоградский государственный медицинский университет (филиал — Пятигорский медико-фармацевтический институт) (просп. Калинина, 11)
- Филиал РГСУ. Открыт в 1995 году
- Филиал Российского экономического университета имени Г. В. Плеханова. Открыт 25 мая 1998 года
- Российский государственный университет туризма и сервиса (филиал) (ул. Февральская, 54)
- Санкт-Петербургский государственный университет аэрокосмического приборостроения (филиал) (ул. Малыгина, 5).
- Северо-Кавказская академия государственной службы (филиал) (ул. Февральская, 54)
- Северо-Кавказский государственный технический университет (филиал) (ул. Партизанская, 1б, корп. 3)
- Современная гуманитарная академия (филиал) (просп. Калинина, 15)
- Ставропольский институт им. В. Д. Чурсина (филиал) (просп. Кирова, 45)
- Сочинский государственный университет туризма и курортного дела (филиал)
- Таганрогский технологический институт ЮФУ (филиал) (Московская ул., 86)[41]
- Институт управления, бизнеса и права. Открыт 4 марта 1996 года

## Наука
- Пятигорский научно-исследовательский институт курортологии[1]. Образован 4 мая 1920 года[42]. Имеет клиники и лаборатории во всех городах-курортах. Занимается изучением лечебных факторов Кавминвод и методов курортного лечения
- Всероссийский научно-исследовательский институт кукурузы РАСХН[43]. Образован в 1987 году, занимается вопросами всестороннего изучения кукурузы
- Весной 1932 года на территории Пятигорского ипподрома в здании Кабардинского конного завода открыт Пятигорский зоотехнический институт для подготовки зоотехников-коневодов.[44]. К 1940 году размещался на ул. Рубина[45]. Видимо, прекратил своё существование вскоре после начала Великой Отечественной войны.
- ОАО «Севкавгипроводхоз» занимается научной деятельностью в области водохозяйства и изучения оползневых процессов на Кавказе. Основан в 1927 г. как проектная группа в составе Терстроя[46].
- В 2008 году возобновило свою деятельность Пятигорское краеведческое общество, которое работало на базе Пятигорского краеведческого музея. В настоящее время судьба Общества не известна
- В 2010 году на базе Пятигорского краеведческого музея открыт клуб «Кавказский странник»
- В городе функционирует городское отделение Русского географического общества
- В 1990-х годах восстановлена деятельность Кавказского горного общества, основанного в 1902 году и сыгравшего большую роль в развитии туризма и альпинизма на Северном Кавказе[22].